# Erioptera beckeri
Erioptera beckeri là một loài ruồi trong họ Limoniidae. Chúng phân bố ở miền Cổ bắc.
- Tư liệu liên quan tới Erioptera beckeri tại Wikimedia Commons